# Planchonella duclitan
Planchonella duclitan är en tvåhjärtbladig växtart som först beskrevs av Francisco Manuel Blanco, och fick sitt nu gällande namn av Reinier Cornelis Bakhuizen van den Brink. Planchonella duclitan ingår i släktet Planchonella och familjen Sapotaceae. Inga underarter finns listade i Catalogue of Life.